# Episodi di Chewing Gum (prima stagione)
La prima stagione della serie televisiva Chewing Gum, formata da 6 episodi, è stata trasmessa in prima visione nel Regno Unito sul canale E4 dal 6 ottobre al 10 novembre 2015.
In Italia e in tutti i territori dove il servizio on demand Netflix è disponibile, la stagione è stata interamente pubblicata il 31 ottobre 2016.
| nº | Titolo originale | Titolo italiano  | Prima TV Regno Unito | Pubblicazione Italia |
| -- | ---------------- | ---------------- | -------------------- | -------------------- |
| 1  | Sex and Violence | Sesso e violenza | 6 ottobre 2015       | 31 ottobre 2016      |
| 2  | Binned           | Nel bidone       | 13 ottobre 2015      | 31 ottobre 2016      |
| 3  | Possession       | Possesso         | 20 ottobre 2015      | 31 ottobre 2016      |
| 4  | The Unicorn      | L'unicorno       | 27 ottobre 2015      | 31 ottobre 2016      |
| 5  | The Last Supper  | L'ultima cena    | 3 novembre 2015      | 31 ottobre 2016      |
| 6  | Toiled Road      | L'ha detto Tolle | 10 novembre 2015     | 31 ottobre 2016      |